# London Borough of Enfield

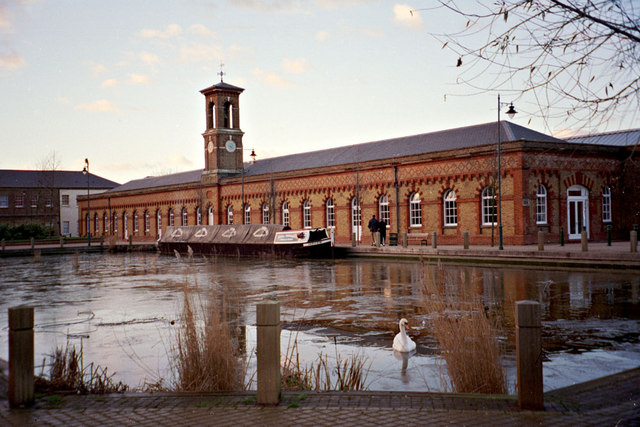
Royal Small Arms Factory

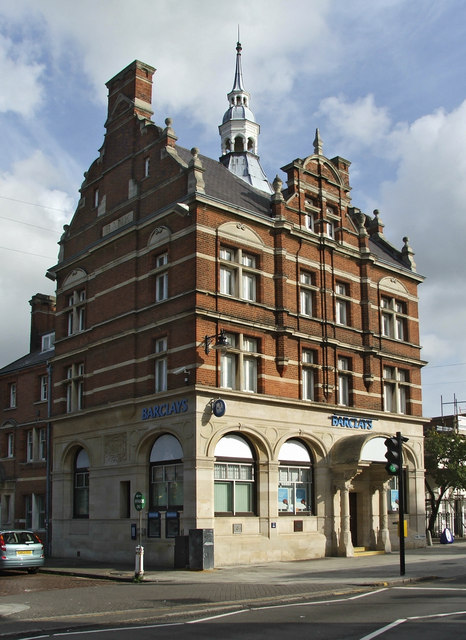
Barclays Bank, Enfield Town

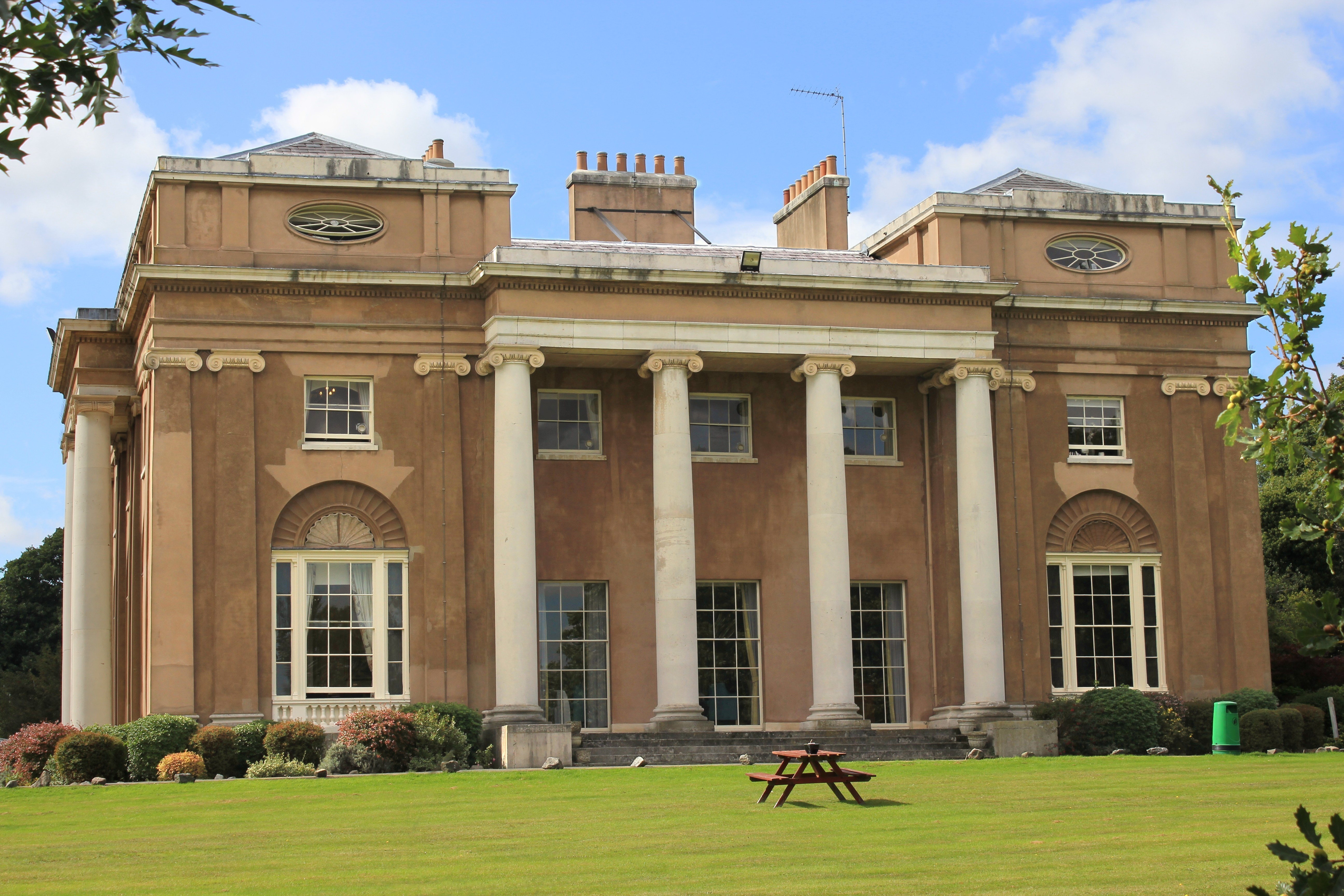
Grovelands House

London Borough of Enfield – jedna z 32 gmin Wielkiego Londynu położona w jego północnej części. Wraz z 19 innymi gminami wchodzi w skład tzw. Londynu Zewnętrznego. Władzę stanowi Rada Gminy Enfield (ang. Enfield Council).

## Historia
Gminę utworzono w 1965 na podstawie ustawy London Government Act 1963 z obszarów Southgate (ang. Municipal Borough of Southgate) utworzonego w 1933 roku,  Enfield (ang. Municipal Borough of Enfield) utworzonego w 1955 roku i Edmonton (ang. Municipal Borough of Edmonton) utworzonego w 1937 roku. W 1967 roku w oddziale Barclays Bank w Enfield uruchomiono pierwszy na świecie bankomat. W 1816 roku zbudowano fabrykę broni Royal Small Arms Factory, znaną z produkcji m.in. rewolweru Enfield No.2 oraz takich karabinów jak Enfield model 1853, Lee-Enfield, Bren i L1A1. Fabrykę na początku lat osiemdziesiątych XX wieku sprywatyzowano a następnie ostatecznie zamknięto w 1988 roku lecz część projektów zostało przejęte przez innych producentów np. karabin L85, który produkowano dalej.

## Geografia
Gmina Enfield  ma powierzchnię 82,20 km², graniczy od wschodu z Waltham Forest i z dystryktem Epping Forest w hrabstwie Essex,  od zachodu z Barnet, od południa z Haringey, zaś od północy kolejno z dystryktami Hertsmere, Welwyn Hatfield i Broxbourne w hrabstwie Hertfordshire.
W skład gminy Enfield wchodzą następujące obszary:
| - Arnos Grove - Bowes Park (na granicy z Haringey) - Brimsdown - Bulls Cross - Bush Hill Park - Cockfosters (na granicy z Barnet) - Crews Hill - Edmonton - Enfield Chase - Enfield Highway - Enfield Island Village - Enfield Lock | - Enfield Town - Enfield Wash - Forty Hill - Freezywater - Grange Park - Hadley Wood - New Southgate (na granicy z Barnet) - Oakwood - Palmers Green - Ponders End - Southgate - Winchmore Hill |

Gmina dzieli się na 21 okręgów wyborczych które nie pokrywają się dokładnie z podziałem na obszary, zaś mieszczą się w trzech rejonach tzw. borough constituencies – Edmonton, Enfield North i  Enfield Southgate.
| - Bowes (Enfield Southgate) - Bush Hill Park (Edmonton) - Chase (Enfield North) - Cockfosters (Enfield Southgate) - Edmonton Green (Edmonton) - Enfield Highway (Enfield North) - Enfield Lock (Enfield North) - Grange (Enfield Southgate) - Haselbury (Edmonton) - Highlands (Enfield North) - Jubilee (Edmonton) | - Lower Edmonton (Edmonton) - Palmers Green (Enfield Southgate) - Ponders End (Edmonton) - Southbury (Enfield North) - Southgate (Enfield Southgate) - Southgate Green (Enfield Southgate) - Town (Enfield North) - Turkey Street (Enfield North) - Upper Edmonton (Edmonton) - Winchmore Hill (Enfield Southgate) |

## Demografia
W 2011 roku gmina Enfield miała 312 466 mieszkańców.
Podział mieszkańców według grup etnicznych na podstawie spisu powszechnego z 2011 roku:
| - Biali Brytyjczycy: 126 450 (40,5%) - Biali Irlandczycy: 6 899 (2,2%) - Irish Travellers: 344 (0,1%) - Pozostali biali: 56 947 (18,2%) - Mieszani Karaibowie: 4 852 (1,6%) - Mieszani Afrykanie: 2 384 (0,8%) - Mieszani Azjaci: 4 189 (1,3%) - Pozostali mieszani: 5 758 (1,8%) - Hindusi: 11 648 (3,7%) | - Pakistańczycy: 2 594 (0,8%) - Banglijczycy: 5 599 (1,8%) - Chińczycy: 2 588 (0,8%) - Pozostali Azjaci: 12 464 (4,0%) - Czarni Afrykanie: 28 222 (9,0%) - Czarni Karaibowie: 17 334 (5,5%) - Pozostali czarni: 8 131 (2,6%) - Arabowie: 1 930 (0,6%) - Pozostałe grupy etniczne: 14 133 (4,5%) |

Podział mieszkańców według wyznania na podstawie spisu powszechnego z 2011 roku:
- Chrześcijaństwo –  53,6%
- Islam – 16,7%
- Hinduizm – 3,5%
- Judaizm – 1,4%
- Buddyzm – 0,6%
- Sikhizm – 0,3%
- Pozostałe religie – 0,6%
- Bez religii – 15,5%
- Nie podana religia – 7,7%

Podział mieszkańców według miejsca urodzenia na podstawie spisu powszechnego z 2011 roku:
| - Wielka Brytania (202 868 – 64,92%) - Turcja (13 968 – 4,47%) - Polska (6 011 – 1,92%) - Jamajka (4 439 – 1,42%) - Irlandia (4 382 – 1,40%) - Indie (4 186 – 1,34%) - Nigeria (4 114 – 1,32%) - Ghana (4 089 – 1,31%) - Somalia (3 297 – 1,06%) - Bangladesz (2 849 – 0,91%) - Włochy (2 607 – 0,83%) - Sri Lanka (2 383 – 0,76%) - Kenia (2 152 – 0,69%) - Rumunia (1 698 – 0,54%) | - Iran (1 607 – 0,51%) - Pakistan (1 167 – 0,37%) - Niemcy (990 – 0,32%) - Filipiny (1 012 – 0,32%) - Południowa Afryka (898 – 0,29%) - Litwa (875 – 0,28%) - Zimbabwe (862 – 0,28%) - Francja (845 – 0,27%) - Portugalia (751 – 0,24%) - Chiny (733 – 0,23%) - Stany Zjednoczone (638 – 0,20%) - Hiszpania (541 – 0,17%) - Australia (425 – 0,14%) - pozostali (42 079 – 13,47%) |

## Transport

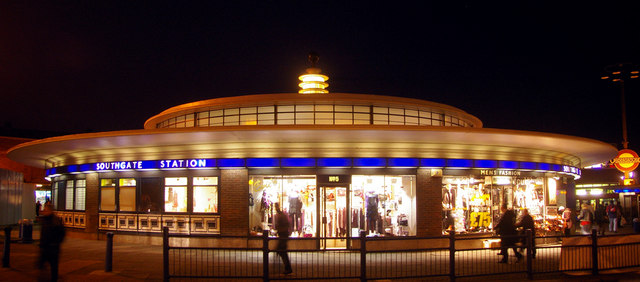
stacja Southgate

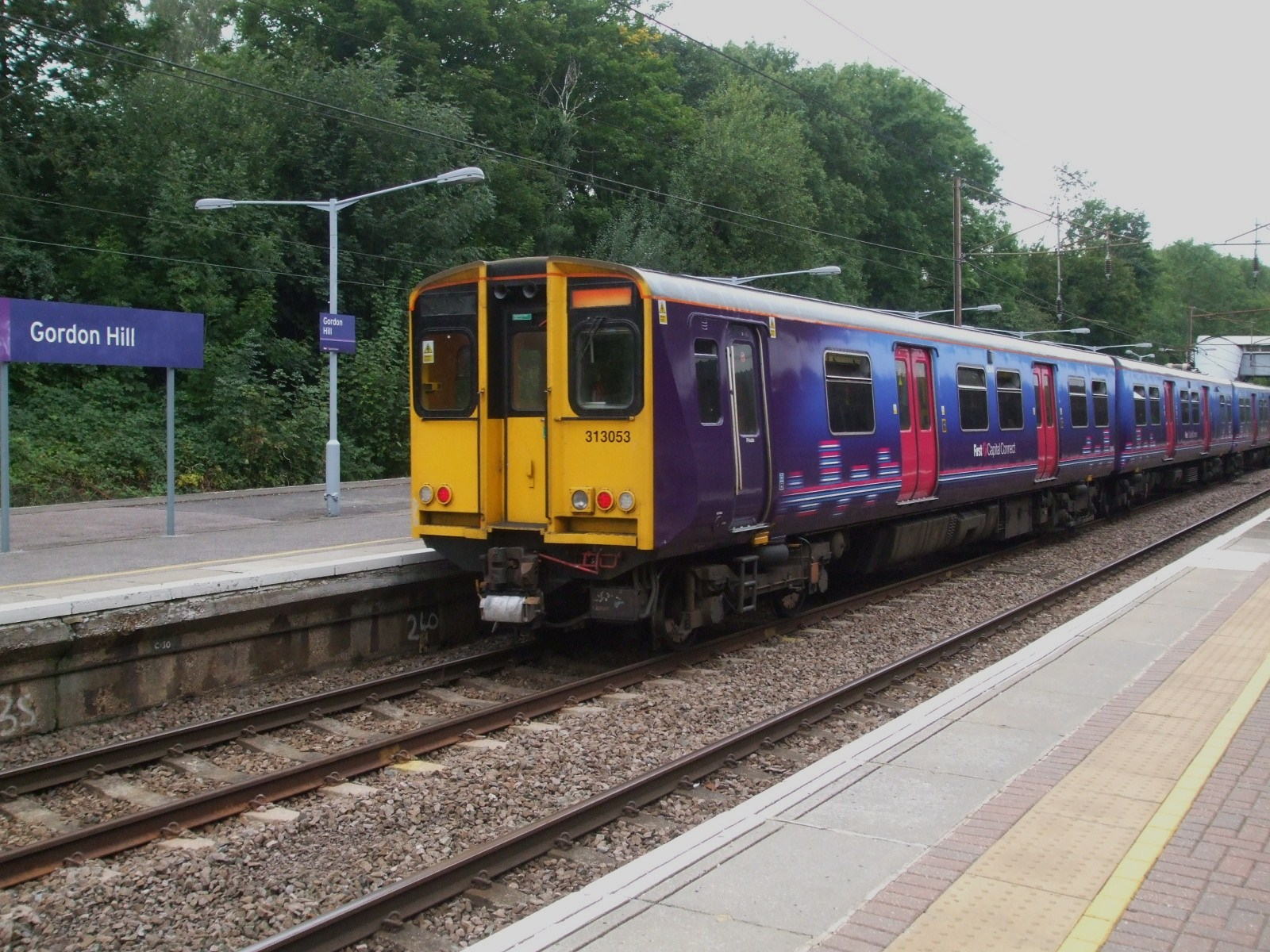
stacja Gordon Hill

Przez Enfield przebiega jedna linia metra: Piccadilly line.
Stacje metra:
- Arnos Grove – Piccadilly line
- Cockfosters – Piccadilly line
- Oakwood – Piccadilly line
- Southgate – Piccadilly line

Pasażerskie połączenia kolejowe na terenie Enfield obsługują przewoźnicy First Capital Connect i National Express East Anglia.  
Stacje kolejowe:
- Angel Road
- Brimsdown
- Bush Hill Park
- Crews Hill
- Edmonton Green
- Enfield Chase
- Enfield Lock
- Enfield Town
- Gordon Hill
- Grange Park
- Hadley Wood
- New Southgate (na granicy z Barnet)
- Palmers Green
- Ponders End
- Silver Street
- Southbury
- Turkey Street
- Winchmore Hill

## Miejsca i muzea

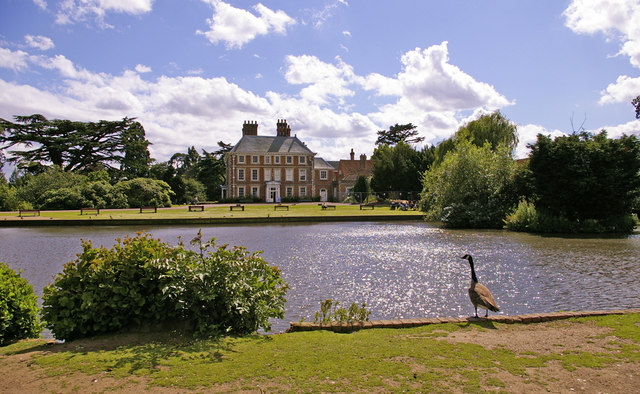
Forty Hall

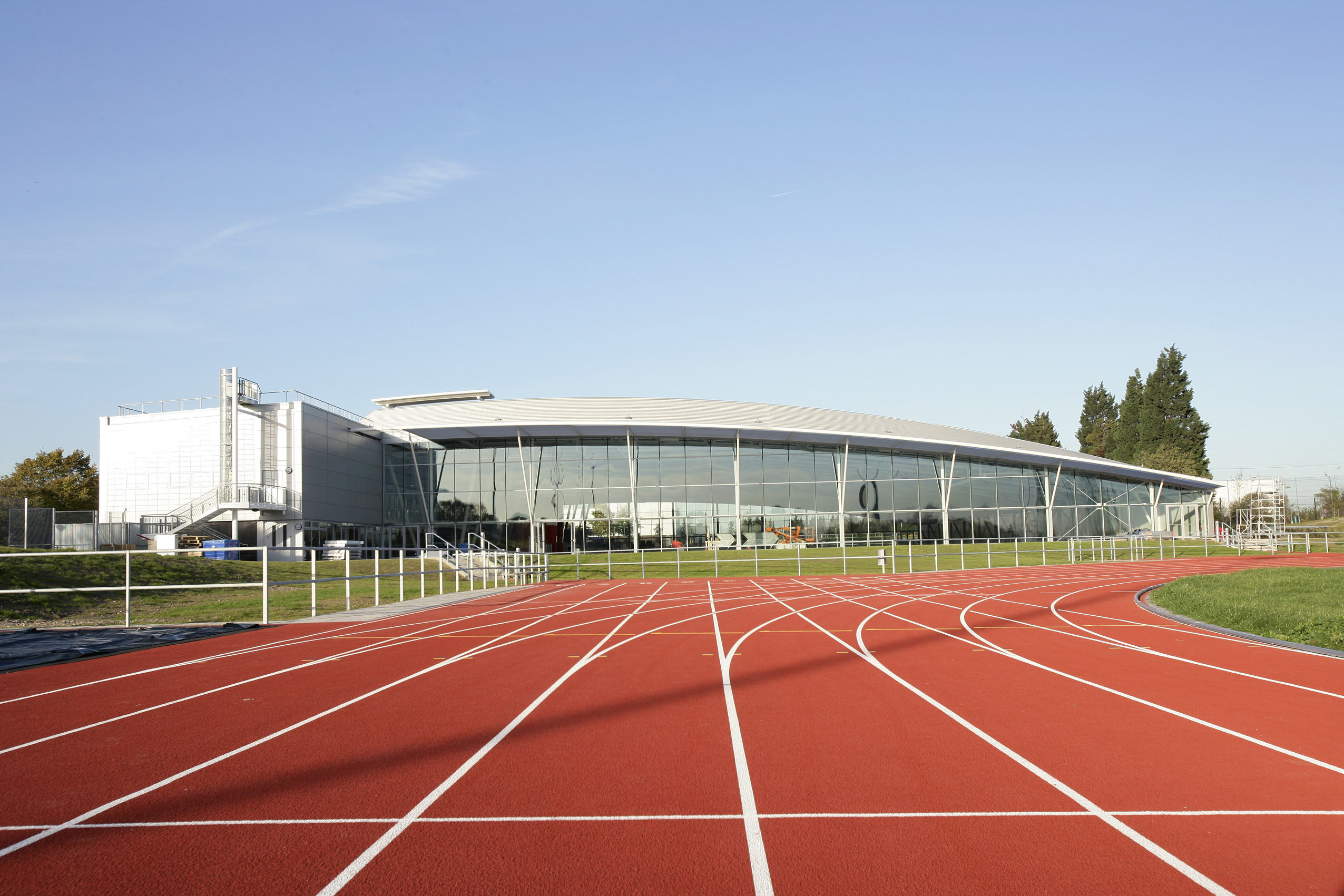
Lee Valley Athletics Centre

- Whitewebbs Museum of Transport[15]
- Chickenshed Theatre[16]
- Millfield Arts Centre[17] (jedno z głównych centrów kulturalnych w Enfield)
- Royal Small Arms Factory
- Forty Hall[18]
- Lee Valley Athletics Centre[19]
- Lee Valley Golf Course[20]
- Hadley Wood Golf Course and Club[21]
- Enfield Golf Club[22]
- Crews Hill Golf Course[23]
- Whitewebbs Park Golf Course[24]
- Trent Park Public Golf Course[25]
- Bush Hill Park Golf Club[26]

## Edukacja

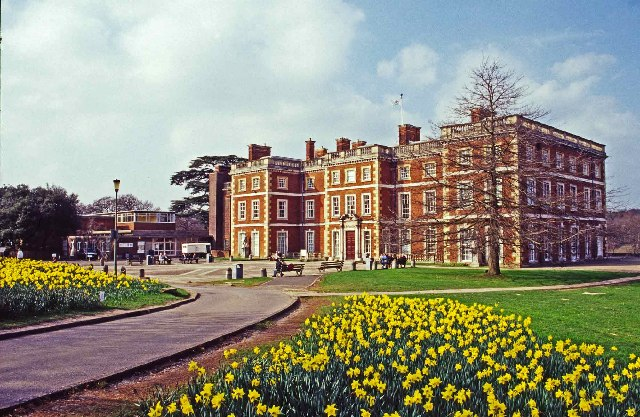
Middlesex University (Trent Park Campus)

- Middlesex University (Trent Park Campus)[27]
- College of Haringey, Enfield and North East London[28]
- Capel Manor College[29]
- Oasis Academy in Enfield[30]
- Latymer School[31]
- Enfield Grammar School[32]
- Lea Valley High School[33]
- St Ignatius' College[34]
- Bishop Stopford's School at Enfield[35]
- St Anne's Catholic High School[36]
- Barnet and Southgate College (Southgate Campus)[37]
- Highlands School[38]
- Southgate School[39]
- Aylward Academy[40]
- Edmonton County School[41]
- Enfield County School[42]

## Znane osoby
W Enfield urodzili się m.in.
- Amy Winehouse – wokalistka
- Dave Murray – gitarzysta
- Norman Tebbit – polityk
- Neil Etheridge – piłkarz
- Anthony Giddens – socjolog
- Florence Green – ostatnia żyjąca weteranka I wojny światowej
- Rachel Stevens – wokalistka
- Michael Duberry – piłkarz
- Tony Jarrett – sprinter i płotkarz
- Alison Goldfrapp – wokalistka
- Ross McWhirter, Norris McWhirter – współtwórcy księgi rekordów Guinnessa
- Neil Kilkenny – piłkarz
- Lemar Obika – wokalista